# Казлу-Руда
Ка́злу-Ру́да (лит. Kazlų Rūda, до 1917 офіційна назва Козлова Руда) — місто в Маріямпольському повіті Литви, адміністративний центр Казлу-Рудського самоврядування (лит. Kazlų Rūdos savivaldybė) та Казлу-Рудського староства (сянюнії, лит. Kazlų Rūdos seniūnija).